# Реймонд Смалліан
Реймонд Меррілл Смалліан (англ. Raymond Merrill Smullyan; 25 травня 1919, Квінз, Нью-Йорк — 6 лютого 2017, Гадсон, штат Нью-Йорк) — американський математик, піаніст, логік, даоський філософ і фокусник-престидижитатор. 
Смалліан — автор численних науково-популярних книг з логіки та математики: про логічні загадки та парадокси, передові концепції логіки, наприклад, про теорему Геделя про неповноту. У книзі про шахи «Шахові пригоди Шерлока Холмса» (англ. The Chess Mysteries of Sherlock Holmes; 1979) у стилі творів Артура Конан Дойля про Шерлока Холмса і доктора Ватсона, описано вступ до ретроспективного аналізу.
Крім того, Смалліан написав кілька книг про даоську філософію, у яких зробив спробу розв'язати більшість філософських проблем та інтегрувати математику, логіку й філософію.

## Життя
Смалліан народився в місті Фар-Роквей, штат Нью-Йорк, мав музичний талант, виграв золоту медаль у конкурсі піаністів, коли йому було 12 років. Наступного року його сім'я переїхала на Манхеттен, і він навчався в Теодор Рузвельтській середній школі в Бронксі. Ця школа запропонувала йому курси, які годилися для його музичних талантів, але він вирішив вчитися самостійно, бо в школі не пропонували подібні курси з математики. Він відвідував декілька коледжів, у яких вивчали математику і музику.
1957 року Смалліан опублікував статтю в Журналі символічної логіки, у якій показав, що теорема Геделя набагато простіше формулюється для формальних систем, ніж в оригінальній роботі Геделя. Точкою відліку сучасного розуміння Геделевої неповноти є саме ця стаття. Пізніше Смалліан навів переконливі аргументи на користь того, що більша частина ажіотажу з теоремою Геделя повинна бути спрямована на теорему Тарського, яку довести простіше й яка не менш загадкова з філософського погляду.
Смалліан є автором багатьох книг із рекреаційної математики та рекреаційної логіки.
Він був професором філософії в Сіті-коледжі в Нью-Йорку і в університеті Індіани. Він також астроном-любитель, використовував шестидюймовий телескоп-рефлектор.
2001 року документальний кінорежисер Тао Русполі створив фільм про Смалліана «Цей фільм не потребує жодної назви: портрет Раймонда Смалліана».
Книга Смалліана «Передражнювати пересмішника» (англ. To Mock a Mockingbird, 1985) — рекреаційний вступ до теми комбінаторної логіки.
Крім написання книг та викладання логіки, Смалліан випустив запис своєї улюбленої барокової клавіатури та класичних фортепіано таких композиторів, як Бах, Скарлатті та Шуберт. Деякі записи доступні на вебсайті товариства гравців на піаніно разом із відеороликом «Рамблз, зображення, музика та читання». Він також написав автобіографію під назвою «Деякі цікаві спогади: парадоксальне життя».

## Проблеми логіки
Багато його логічних завдань є розширеннями класичних загадок. Лицарі (які завжди кажуть правду) і шахраї (які завжди брешуть). Це ґрунтується на історії двох дверей і двох вартових: того, хто бреше, і того, хто говорить правду. Одні двері ведуть до небес і до пекла, і загадка полягає в тому, щоб дізнатись, які двері ведуть до небес, запитуючи одного з охоронців. Один зі способів зробити це — запитати: "Які двері приведуть до пекла?". Ця ідея була чудово використана у фільмі "Лабіринт 1986".
У складніших загадках він вводить персонажів, які можуть брехати або казати правду, і, крім того, відповідаючи "так" чи "ні", використовують слова, що означають "так" або "ні", але читач не знає, яке слово що означає. Загадка, яка називається "найскладніша логічна задача", заснована на цих персонажах та темах. У своїх загадках у Трансільванії половина мешканців божевільна і вірять лише фальшивим речам, натомість інша половина здорова і вірить лише в справжні речі. Крім того, люди завжди кажуть правду, і вампіри завжди брешуть. Наприклад, божевільний вампір вірить у фальшиві речі (2 + 2 не 4), але потім про це брешуть і кажуть, що це неправда. Розумний вампір знає 2 + 2 = 4, але буде брехати та говорити, що це не так. Таким чином, усе, що розповідає здорова людина або божевільний вампір, є істинним, а все, що каже божевільна людина або здоровий вампір, є помилковим.

## Список творів англійською мовою

### Логічні головоломки
- (1978) What Is the Name of This Book?
- (1979) The Chess Mysteries of Sherlock Holmes
- (1981) The Chess Mysteries of the Arabian Knights
- (1982) The Lady or the Tiger?
- (1982) Alice in Puzzle-Land
- (1985) To Mock a Mockingbird
- (1987) Forever Undecided
- (1992) Satan, Cantor and Infinity
- (1997) The Riddle of Scheherazade
- (2007) The Magic Garden of George B. And Other Logic Puzzles, Polimetrica (Monza / Italy)
- (2009) Logical Labyrinths, A K Peters
- (2010) King Arthur in Search of His Dog and Other Curious Puzzles, Dover

### Філософія
- (1977) The Tao is Silent
- (1980) This Book Needs No Title
- (1983) 5000 B.C. and other philosophical fantasies
- (2002) Some Interesting Memories: A Paradoxical Life
- (2003) Who Knows ?: A Study of Religious Consciousness
- (2009) Rambles Through My Library, Praxis International

### Наукові праці
- (1961) Theory of Formal Systems
- (1968) First-Order Logic
- (1992) Gödel's Incompleteness Theorems
- (1993) Recursion Theory for Metamathematics
- (1994) Diagonalization and Self-Reference
- (1996) Set Theory and the Continuum Problem

## Список творів російською мовою
- Яку назву має ця книга? Пер. з англійської та предмова. Ю. А. Данилова. М .: Мир, 1981. 238 с.
- Принцеса або тигр? Пер. з англійської І. Е. Зіно. М .: ИД Мещерякова, 2009.- 352 с. (перше видання - М .: Мир, 1985. 221 с.
- Мовчазний Дао. Пер. з англійської В. В. Целищева.  М .: «Канон +», РООИ «Реабілітація», 2012. 224 с.
- Шахові таємниці. 100 найважчих завдань, пов'язаних з розслідуваннями в області шахів. Пер. з англійської П. Бистров. М .: «Канон +», 2012. 240 с.
- Загадка Шахерезади та інші дивовижні стародавні та сучасні головоломки. Пер. з англійської П. Бистров. М .: «Лорі», 2012. 260 с.
- Пригоди Аліси в Країні Головоломок. Пер. з англійської Є. А. Трофімової., іл. Н. М. Крашина. М .: «Просвіта», 2008. 176 с.
- Довіку невирішене. Шлях до Геделем через цікаві загадки. Пер. з англійської В. В. Целищева.  М .: «Канон +» РООИ «Реабілітація», 2012. 303 с.
- Довіку невирішене. Головоломне керівництво по Геделю. Пер. з англійської П. Бистрова. М .: "Лорі", 2013. 316 с.